# Frisco Kid
Frisco Kid is een Amerikaanse avonturenfilm uit 1935 onder regie van Lloyd Bacon. Destijds werd de film in Nederland uitgebracht onder de titel In de havenwijk van San Francisco.

## Verhaal
Tijdens zijn tocht naar de goudmijnen in Californië komt Bat Morgan bijna om het leven. Wanneer hij Shanghai Duck doodt, wordt hij een held. Hij wordt de rijke eigenaar van een goktent. Dan wordt hij beticht van een moord.

## Rolverdeling
| Acteur           | Personage        |
| ---------------- | ---------------- |
| James Cagney     | Bat Morgan       |
| Margaret Lindsay | Jean Barrat      |
| Ricardo Cortez   | Paul Morra       |
| Lili Damita      | Belle            |
| Donald Woods     | Charles Ford     |
| Barton MacLane   | Spider Burke     |
| George E. Stone  | Solly            |
| Joe King         | James Daley      |
| Addison Richards | Coleman          |
| Robert McWade    | Rechter Crawford |
| Joseph Crehan    | McClanahan       |
| Robert Strange   | Graber           |
| Joe Sawyer       | Slugs Crippen    |
| Fred Kohler      | Shanghai Duck    |
| Edward McWade    | Tupper           |